# Lamprosema meyricki
Lamprosema meyricki là một loài bướm đêm trong họ Crambidae.